# Zotzenheim

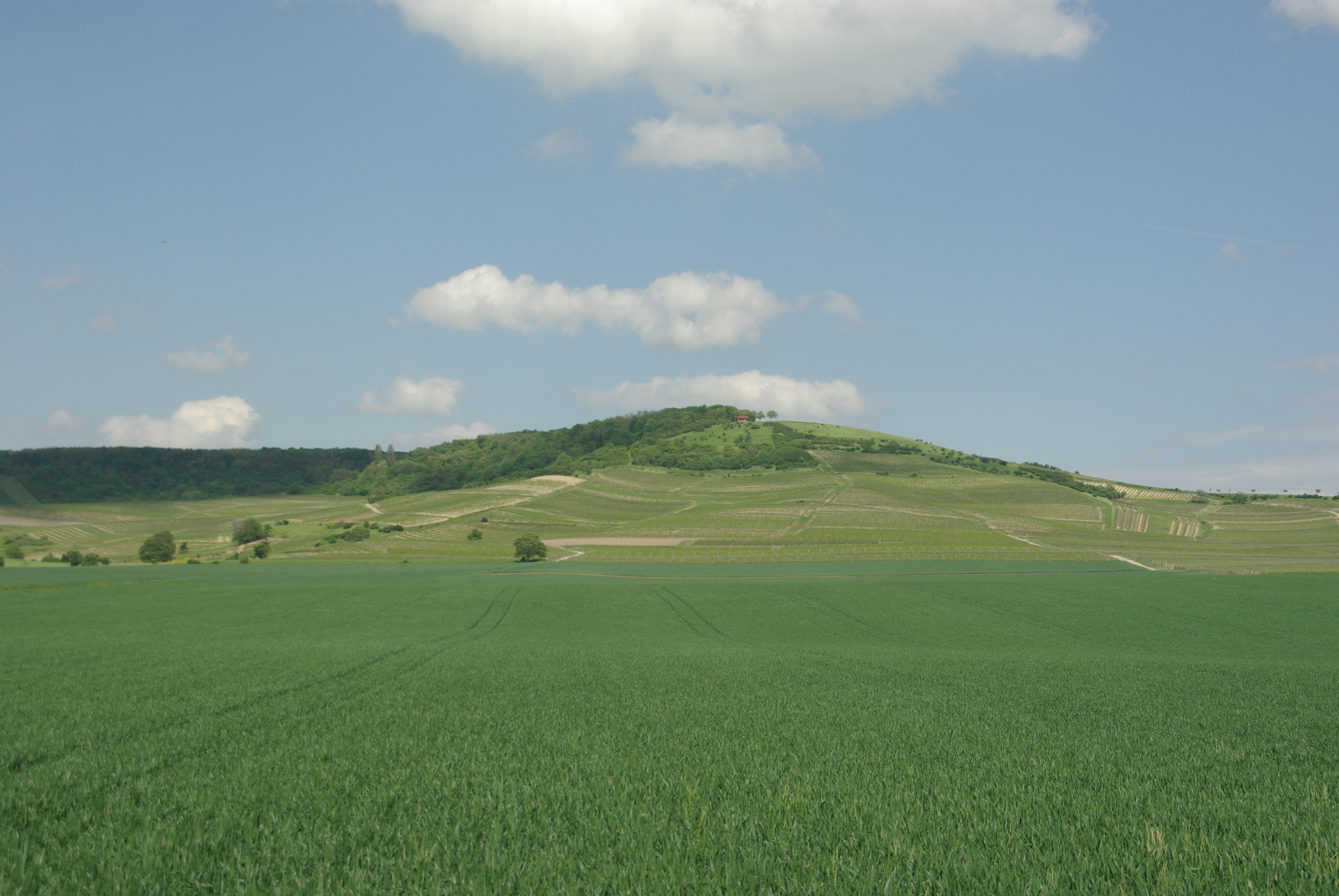
Blick von Zotzenheim aufs Zotzenheimer Horn

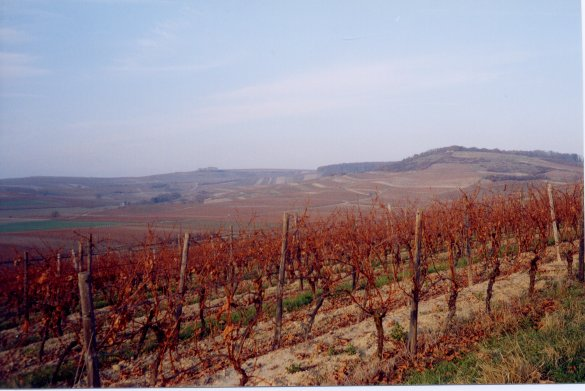
Blick von Zotzenheim aufs Zotzenheimer Horn

Zotzenheim in Rheinhessen ist eine Ortsgemeinde im Landkreis Mainz-Bingen in Rheinland-Pfalz. Sie gehört der Verbandsgemeinde Sprendlingen-Gensingen an, die ihren Verwaltungssitz in der Gemeinde Sprendlingen hat.

## Geschichte

### Frühgeschichte und Mittelalter
Die frühzeitliche Geschichte von Zotzenheim ist eng mit der benachbarten Siedlung Sprendlingen verbunden. Als um 500 n. Chr. die Franken das Land in Besitz nahmen, wurde Zotzenheim zur Urmark Sprendlingen zugeteilt, in der auch eine königlich-fränkische Villa stand. Von da aus ist vermutlich auch in der Folgezeit (etwa um 650 n. Chr.) nach Freigabe des Brachlandes zur Rodung das Dorf Zotzenheim als Vollfreiensiedlung entstanden.
Bereits im Jahre 771 wird das heutige Zotzenheim erstmals urkundlich erwähnt: Das Kloster Fulda erhält einen Weinberg in „Zarezanheim“, gelegen im Wormsgau, zum Geschenk. Vom 12. Jahrhundert an heißt es gewöhnlich schon „Zozenheim“ und „Zotzenheim“ doch kommt auch noch „Zozinheim“ (1133) und „Cotzinheim“ (1405) vor. Im Jahre 1133 kaufte Erzbischof Adalbert I. von Mainz von einem Edelmann namens Hugo ein Gut in Dorfe Zotzenheim im Nahegau in der Grafschaft des Grafen Emicho von Schmidtburg, welches er dem Mainzer Domkapitel schenkte. Von diesem letzten Gaugrafen des Nahegaus scheint Zotzenheim an die Wild- und Raugrafen gekommen zu sein und später an die Grafen von Sponheim.
Schon im 14. Jahrhundert gehörte es zur Vorderen Grafschaft Sponheim, welche zuletzt in Gemeinschaftsbesitz von Kurpfalz und Baden war, bis der im Jahre 1701 zwischen Pfalz und Baden abgeschlossene Tauschvertrag dieser Gemeinschaft ein Ende machte. Infolge hiervon kam Zotzenheim im Jahre 1708 zur Kurpfalz und wurde dem Oberamt Kreuznach zugeteilt, bei welchem es bis zur französischen Besetzung des Linken Rheinufers im Jahre 1794 verblieb. An die folgende Zeit unter französischer Herrschaft erinnern noch die französischen Standesamteinträge bis zum Jahre 1814. Im Jahre 1816 kam Zotzenheim an das Großherzogtum Hessen.
Im Jahre 1316 bestand in Zotzenheim bereits eine Pfarrkirche, von der die Kirche zu Welgesheim abhängig war. Diese Pfarrkirche war dem heiligen St. Martin geweiht. Dass die Kirche zu Zotzenheim in ihrer Entstehung sehr alt ist, beweist ein prächtiger karolingischer Türsturz, der an der Westseite dieser in gotischer Zeit umgebauten Kirche angebracht ist. 1316 stand die Kirche unter dem Archidiakonat des Propstes zu St. Maria außerhalb Mainz und gehörte zum Dekanat Partenheim.
Das Patronatsrecht über die Kirche hatten die Raugrafen auszuüben. Im Jahre 1404 aber verschenkten die Brüder Johann und Friedrich, Wildgrafen zu Dhaun und Rheingrafen zum Stein ihr Patronatsrecht dem Kollegialstift auf dem Johannesberg bei der Burg Dhaun. Erzbischof Johann II. von Mainz bestätigte noch im selben Jahre diese Schenkung und inkorporierte zugleich die Pfarrkirche zu Zotzenheim dem genannten Kollegialstift. Diese Inkorporation wurde durch Papst Innocent VII. im Jahre 1405 ebenfalls bestätigt.

### Neuzeit
Durch die Glaubensspaltung trat in den kirchlichen Verhältnissen eine wesentliche Änderung ein. Die Reformierten verdrängten die Katholiken aus der Kirche, nahmen sie für sich alleine in Besitz und stellten einen eigenen Prediger an. Erst im Jahre 1689 wurde den Katholiken das Mitbenutzungsrecht der Kirche eingeräumt und seit dieser Zeit wieder katholischer Gottesdienst durch einen Augustiner-Chorherren aus Pfaffen-Schwabenheim gehalten. Die Katholiken gehörten nunmehr zur Pfarrei Welgesheim.
Bei Aufhebung der Propstei Pfaffen-Schwabenheim, im Jahre 1802 und der Neueinteilung der Diözese Mainz wurden die der Pfarrei Sprendlingen zugeteilt. Die Kirche zu Zotzenheim blieb bis zum Bau einer eigenen katholischen Kirche im Jahre 1900 Simultankirche. Der Zehnte war stets mit dem Patronatsrecht verbunden. Ein Teil davon aber scheint seit dem 15. Jahrhundert, ein rheingräfliches Lehen der Grafen zu Ingelheim gewesen zu sein. Wie im Jahre 1419 Philipp von Ingelheim und dessen Vetter Karl bekundeten. Sie bezogen ihren Anteil bis zum Ende des 18. Jahrhunderts. Der kleine Zehnte stand dem reformierten Pfarrer zu.
Eine adlige Familie führte von Zotzenheim ihren Namen. So erscheint 1226 ein Dieterich und 1299 ein Theoderich von Zotzenheim in Urkunden. Die Einwohnerzahl des Dorfes Zotzenheim betrug im Jahre 1705 174 (davon 112 reformierte, 56 katholische, 6 lutherische) um 1800 waren es 266. Im Jahre 1910 375 Seelen und 1950 waren es 451. In bürgerlicher Beziehung hat die Gemeinde seit 1838 eine alleinige Bürgermeisterei, vorher wurde die Gemeinde Welgesheim mit verwaltet.

### Jüngere Geschichte

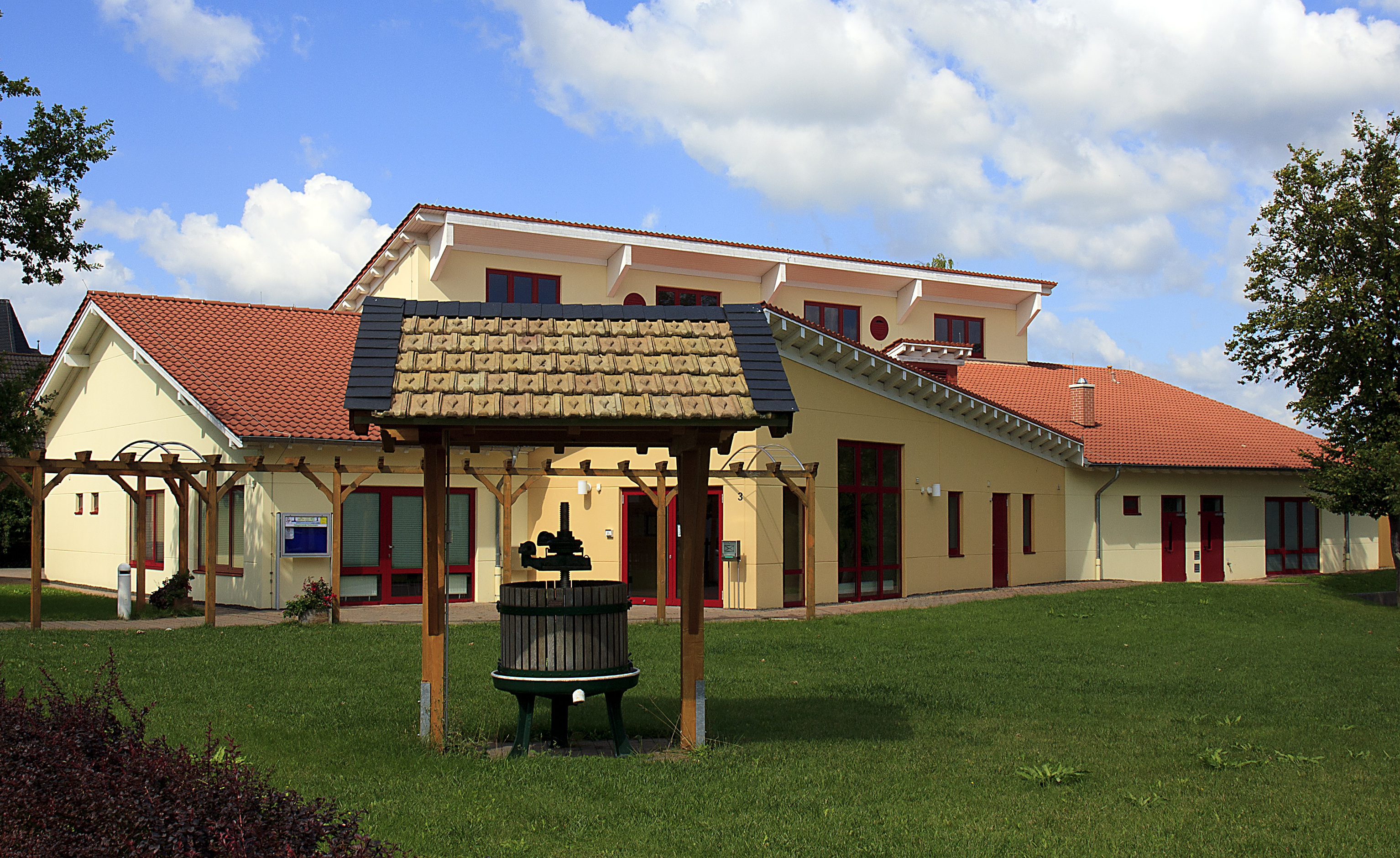
Das Dorfgemeinschaftshaus

1894 wurde das alte Schulhaus in den heutigen Zustand umgebaut. 1900 wurde die katholische Kirche erbaut und ein erstes Wasserleitungsnetz gelegt. 1901 wurde der Turn- und Sportverein gegründet, der in den folgenden Jahren besonders im Handball erfolgreich war. Der Verlauf des Wiesbachs wurde 1903 reguliert und näher an Zotzenheim gerückt. Auch der bis dahin um das Dorf führende, von hohen, mächtigen Effen umsäumte Graben wurde dabei zugeworfen, die Bäume weggehauen. Der Graben war wohl ein Überbleibsel aus der früheren Anlage zur Befestigung des Dorfes zum Schutz gegen äußere Feinde. 1906 wurde die Feldbereinigung durchgeführt.
1972 wurde durch eine Verwaltungsreform die Verbandsgemeinde Sprendlingen-Gensingen gebildet, der auch Zotzenheim angehört. Von jetzt an besuchten die Kinder aus Zotzenheim die Schulen in Sprendlingen. 1974 wurde das Schulgebäude zu einem Dorfgemeinschaftshaus umgebaut. 1975 wurde ein erstes Neubaugebiet namens „Hinter der Hecke“ ausgewiesen, das 1986 erweitert wurde. 1985 wurde ein Kindergarten errichtet, das von den Kindern Zotzenheims und der Nachbargemeinde Welgesheim besucht wird. 1986 wurden alle Ortsstraßen neu ausgebaut und die Wasserleitungen komplett erneuert. Ein 1990 begonnenes Gewerbegebiet namens „Am neuen Graben“ wurde 1996 erweitert. Im gleichen Jahr wurde mit der Ausweisung des Neubaugebietes „In der Mühlgasse“ begonnen, die aber nicht beendet wurde. Ab 2004 wurde ein Neubaugebiet namens „An den sechs Morgen“ erschlossen und bebaut. Ein im Jahr 2003 neu errichtetes Dorfgemeinschaftshaus dient der Bürgerbegegnung und dem Vereinsleben: So gibt es einen Turnverein mit Handballabteilung, Ballett- und Gymnastikgruppen, einen Karnevalsverein, Bauernverein, Landfrauenverein und die Freiwillige Feuerwehr.

### Bevölkerungsentwicklung
Die Entwicklung der Einwohnerzahl von Zotzenheim, die Werte von 1871 bis 1987 beruhen auf Volkszählungen:
| Jahr | Einwohner |
| 1815 | 296       |
| 1835 | 357       |
| 1871 | 362       |
| 1905 | 388       |
| 1939 | 401       |
| 1950 | 444       |

| Jahr | Einwohner |
| 1961 | 402       |
| 1970 | 428       |
| 1987 | 481       |
| 1997 | 680       |
| 2005 | 656       |
| 2023 | 633       |

## Politik

### Gemeinderat
Der Gemeinderat in Zotzenheim besteht aus zwölf Ratsmitgliedern, die bei der Kommunalwahl am 9. Juni 2024 in einer Mehrheitswahl gewählt wurden, und dem ehrenamtlichen Ortsbürgermeister als Vorsitzendem.

### Bürgermeister
Alexander Strack wurde 2003 Ortsbürgermeister von Zotzenheim. Er wurde bei der Direktwahl 2019 mit 80,35 % der Stimmen und bei der Direktwahl am 9. Juni 2024 als einziger Bewerber mit 87,1 % für weitere fünf Jahre in seinem Amt bestätigt.

## Kultur und Sehenswürdigkeiten

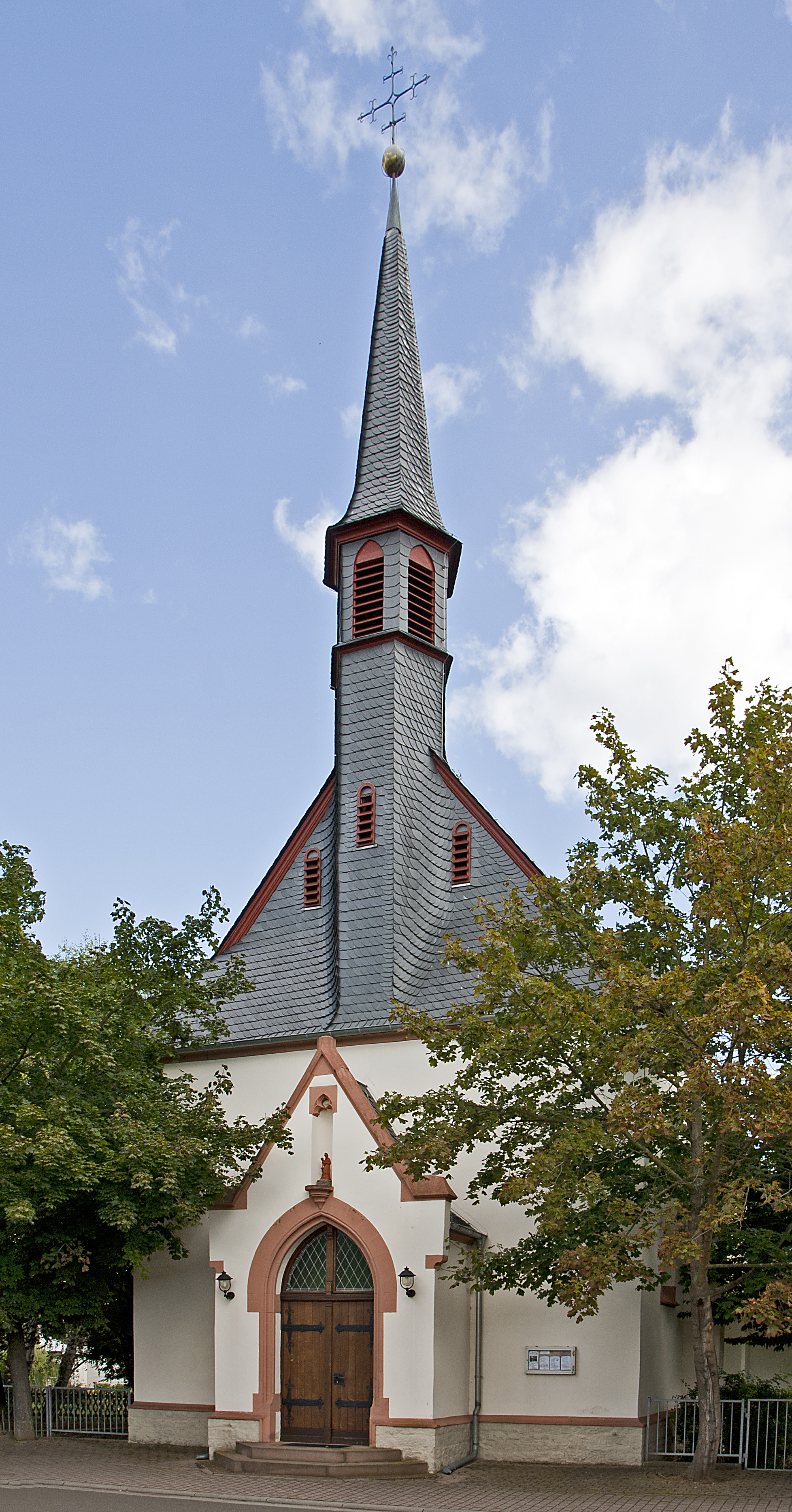
Katholische Kirche St. Martin

### Sport
An der Kreuznacher Straße befinden sich ein Asche-Handballplatz und ein Sportlerheim.
Der HSG Zotzenheim/St. Johann/Sprendlingen ist ein Handballverein, der aus dem TV Zotzenheim 1901 hervorging und schon mehrfach in der dritten Handballliga gespielt hat.

### Laienspielgruppe „Flexibel“
Die Laienspielgruppe wurde 1995 gegründet, da sich der Kirchenchor mangels Nachwuchs aufgelöst hatte. Das erste Stück hieß „Die goldene Hochzeit“ und wurde am 24. November 1995 uraufgeführt. Karola Foos leitete bis 2015 die Laienspielgruppe. 2015 übernahm Stefan Hankammer den Posten des ersten Vorsitzenden.

### Regelmäßige Veranstaltungen
- Am 1. Mai findet nahe der Napoleonshöhe, dem Gipfel des Zotzenheimer Horns, im Volksmund auch „Hörnchen“ genannt, das Feuerwehrfest statt.
- Am Wochenende zu Christi Himmelfahrt findet ein überregionales Folkfestival statt, im Jahr 2006 u. a. mit den Bands Paddy Goes to Holyhead, Dhalia’s Lane, Galahad und WirrWarr.
- Am zweiten Wochenende im Juli findet in Zotzenheim eine Kirchweih (Rummel) mit Weinzelt, einigen Ständen und Handballturnier statt.
- Besonders bekannt ist Zotzenheim für die ZDF (Zotzenheimer Dorf-Fassenacht). Jährlich finden vier Sitzungen im Dorfgemeinschaftshaus statt.

## Wirtschaft und Infrastruktur

### Winzer
In Zotzenheim sind sechs große Winzer ansässig:
- Weingut Werner Pitthan
- Weingut Philipp Schnell
- Weingut Siebenhof
- Weingut Scheffer
- Weingut Saulheimer
- Weingut Sankt Petrus

und außerdem noch mehrere kleine Winzer und Hobbywinzer.

### Andere Betriebe
In dem Industriegebiet außerhalb Zotzenheims in der Straße Am neuen Graben haben sich mehrere kleine Betriebe niedergelassen, u. a. die Spedition Sand Barth.

### Verkehr
- Die Bundesautobahn 61 verläuft durch das Gemeindegebiet. Die nächste Anschlussstelle Bad Kreuznach ist etwa 3 km entfernt.
- Die B 50 verläuft bei Zotzenheim parallel zur A 61 und hat für Zotzenheim eine eigene Abfahrt.
- Zotzenheim liegt im Gebiet des Rhein-Nahe-Nahverkehrsverbundes. Der in der Nachbargemeinde Welgesheim und an der Bahnstrecke Worms–Bingen Stadt gelegene Bahnhof Welgesheim-Zotzenheim befindet sich weit ab und nordwestlich des Ortes. Dort halten stündlich Regionalbahnen.

## Persönlichkeiten
- Adam Pitthan (1824–1898), hessischer Landtagsabgeordneter und Bürgermeister von Zotzenheim
- Sigrun Pitthan, rheinhessische Weinkönigin 1985–86